# 呼揭
呼揭，又作呼偈、烏揭，《魏略》称为呼得，一個古代部落國家，活动于鬲昆以西，領土位於今中國新疆塔城地区、额尔齐斯河上游和阿尔泰山以及哈薩克斯坦东部一帶。臨近於丁零，可能同源於原始突厥族，存在於先秦以及秦汉时期，原為獨立部落，後臣服於匈奴，形成匈奴內部一個強大的勢力。

## 歷史

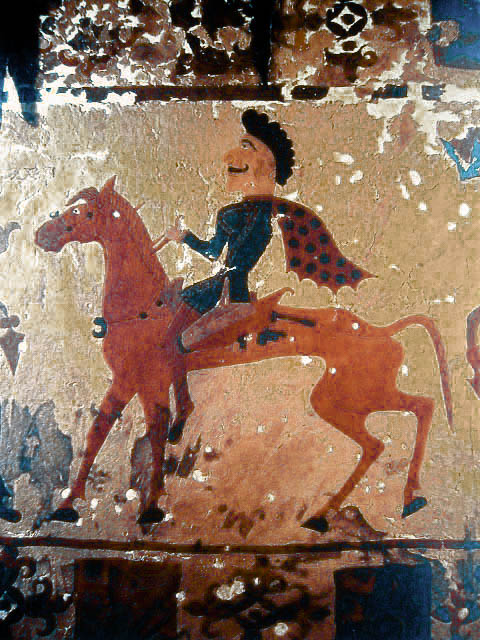
一位騎馬的騎士，巴泽雷克文化遗址，位于阿尔泰山，公元前300年.

在漢文帝時，被匈奴擊敗，併入匈奴。呼揭部落的領袖，在匈奴中稱呼揭王，仍是一支強大部落，位居匈奴右翼，受右賢王統理。
前57年，在匈奴政爭中，呼揭王自立為呼揭單于。遭屠耆單于擊敗後，去除了單于封號。呼揭之後被郅支單于所敗，成為他的領土。

## 現代考證
學者陳可畏認為羯人為呼揭的後裔。
蘇聯學者伯恩斯坦指烏揭人與欽察人有關係，是欽察與回紇的一個族源，為古代突厥語民族之一。後被鮮卑統治，之後融入敕勒。有人说他们与乌古斯人有关。

## 延伸阅读
[在维基数据编辑]
 《欽定古今圖書集成·方輿彙編·邊裔典·呼得部》，出自陈梦雷《古今圖書集成》